# センターロックホイール
センターロックホイール（centerlock wheel）は、迅速にタイヤ交換が可能な中央の単一のナットを使用して車軸に固定されたラグナットまたはボルト仕様のホイールである。1970年代頃までのクラシックカー、レーシングカーやポルシェ、フェラーリ、ランボルギーニ、マクラーレンなどの中でも、極一部のスーパースポーツカー、ハイパーカーに採用例がある。

## 歴史

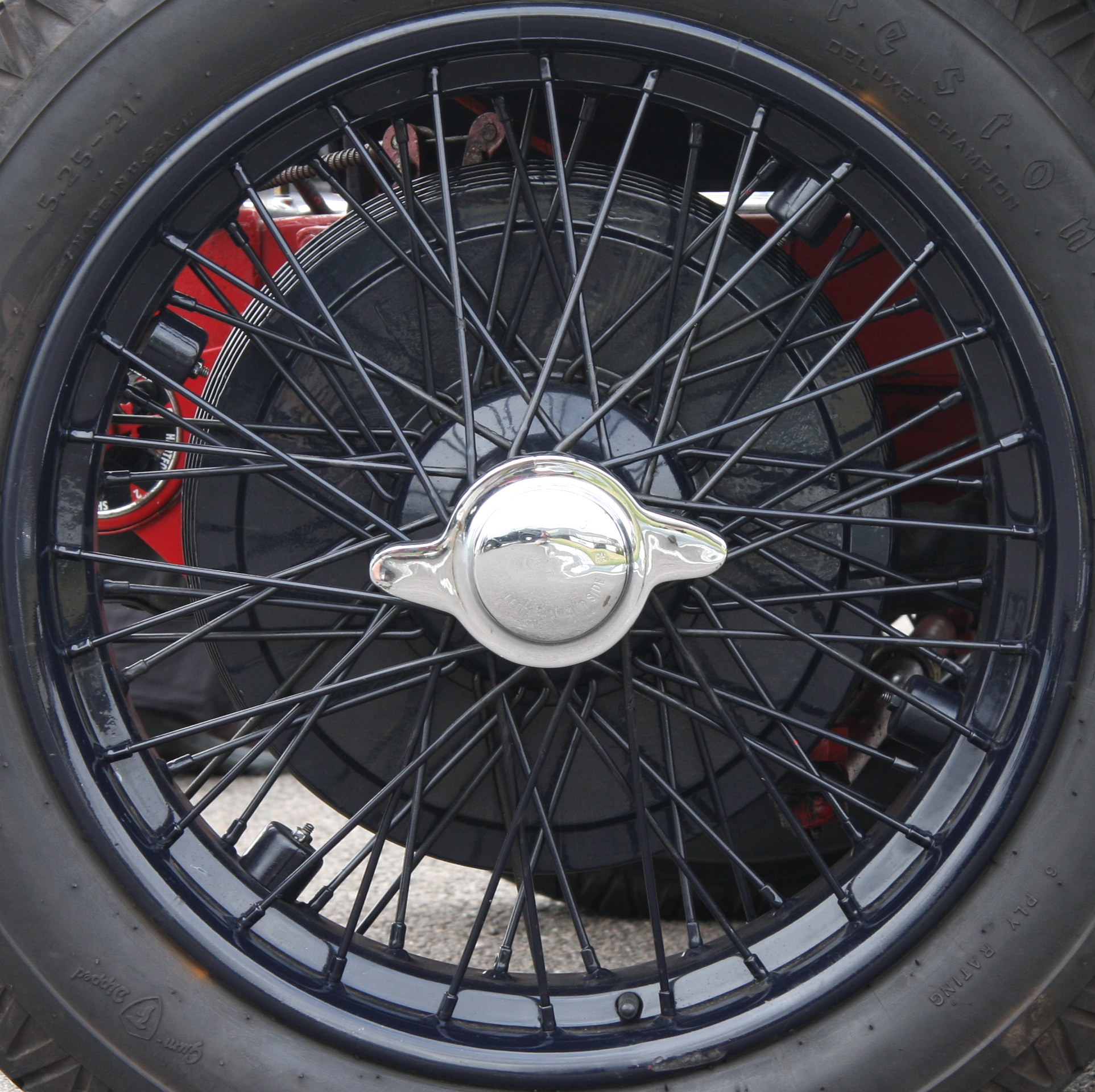
1922年のボクスホール25のラッジホイットワースワイヤーホイールとノックオフナット

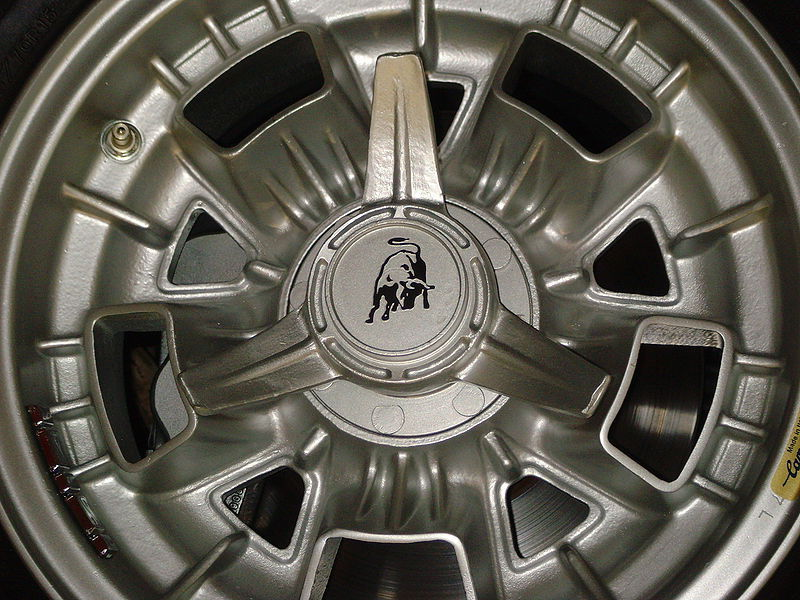
1960年代1970年代カンパニョーロ製のランボルギーニエスパーダ、ミウラのスピナー付きノックオフホイール

センターロックホイールとハブシステムは、自動車のワイヤーホイールで使用するために、1900年代初頭にラッジホイットワースによって導入された。当初は「QD」（「迅速に取り外し可能」を意味する）と呼ばれていたが、「ノックオフ」スタイルのセンターロックハブの基本メカニズムは1908年に特許を取得し、市販車やレースですぐに採用された。ラッジホイットワースのノックオフハブは安全上の懸念から1908年のフランスグランプリから除外されたが、1913年までにこの技術はグランプリで広く使用された。
1922年、Carlo Borraniは、ラッジホイットワースの「ノックオフ」ホイールとハブの設計ライセンスを取得し、自社で製造を開始した。会社は当初ラッジホイットワースミラノと名付けられ、1930年代後半にカルロボラーニと改名した。SpAボラーニワイヤーホイールはノックオフホイール/ハブデザインをさらに普及させ、多くの成功したレーシングカーやロードカーで採用された。その設計は、スチールの代わりにアルミニウム合金のリムを使用し、バネ下重量を軽減してパフォーマンスを向上させた。Borraniホイールの初期の使用メーカーはアルファロメオ、ISOTTA Fraschini、フィアット、ランチア、ポルシェ、メルセデス・ベンツ、アウトウニオン等である。第二次大戦後、多くのフェラーリロードカーやレーシングカーにも取り付けられた。
1960年代後半、米国とドイツのロードカーの安全規制により、ノックオフハブナットから特徴的な翼が取り外され、一部のメーカーは、ラッジホイットワースパターンに基づいて同じ内部設計を採用し続けたが、代わりに六角ナット固定に変更した。市販モデル用の設計は、センターロックハブから4穴、5穴、6穴ラグナットホイール固定システムに徐々に移行していった。
センターロックホイールとハブは引き続きレーシングカーに使用されたが、機構は元のラッジホイットワースパターンから徐々に変更され、フォーミュラ1、スポーツカーレース、NASCAR（2022年以降）および他の多くのレースは、センターロックハブの形式を採用している。通常のラグナットと比ベて、センターロックホイールとハブは、ピットストップ中の取り外しと取り付けが迅速で、大径ブレーキディスク用のキャパが広く、適切に取り付けられた場合の強度が高いため、レースに適しており、ごく一部の自動車メーカーやチューナーはセンターロックホイールとハブシステムをロードゴーイングスポーツカーにも採用している。
1960年から2010年　フェラーリのセンターロックホイールの進化
- 1960年代初頭、フェラーリ・250 ノックオフハブ付き ボラーニワイヤーホイール
- 60年代後半/ 70年代前半フェラーリ・365GTB/4 ノックオフハブ付きCromodoraアロイホイール
- 1986年フェラーリ・テスタロッサのセンターロックホイール。ハブは以前と同様にスプラインだが、固定ナットは安全規制で義務付けられている六角形。
- 1987-1992年モダンなスプラインなしセンターロックハブ付きフェラーリ・F40スリーピースホイール。安全性を高めるためのRクリップが付いている。
- 2007-2010年フェラーリ・F430チャレンジ レーシングスタイルのセンターロックハブ

## メカニズム

### ノックオフハブ

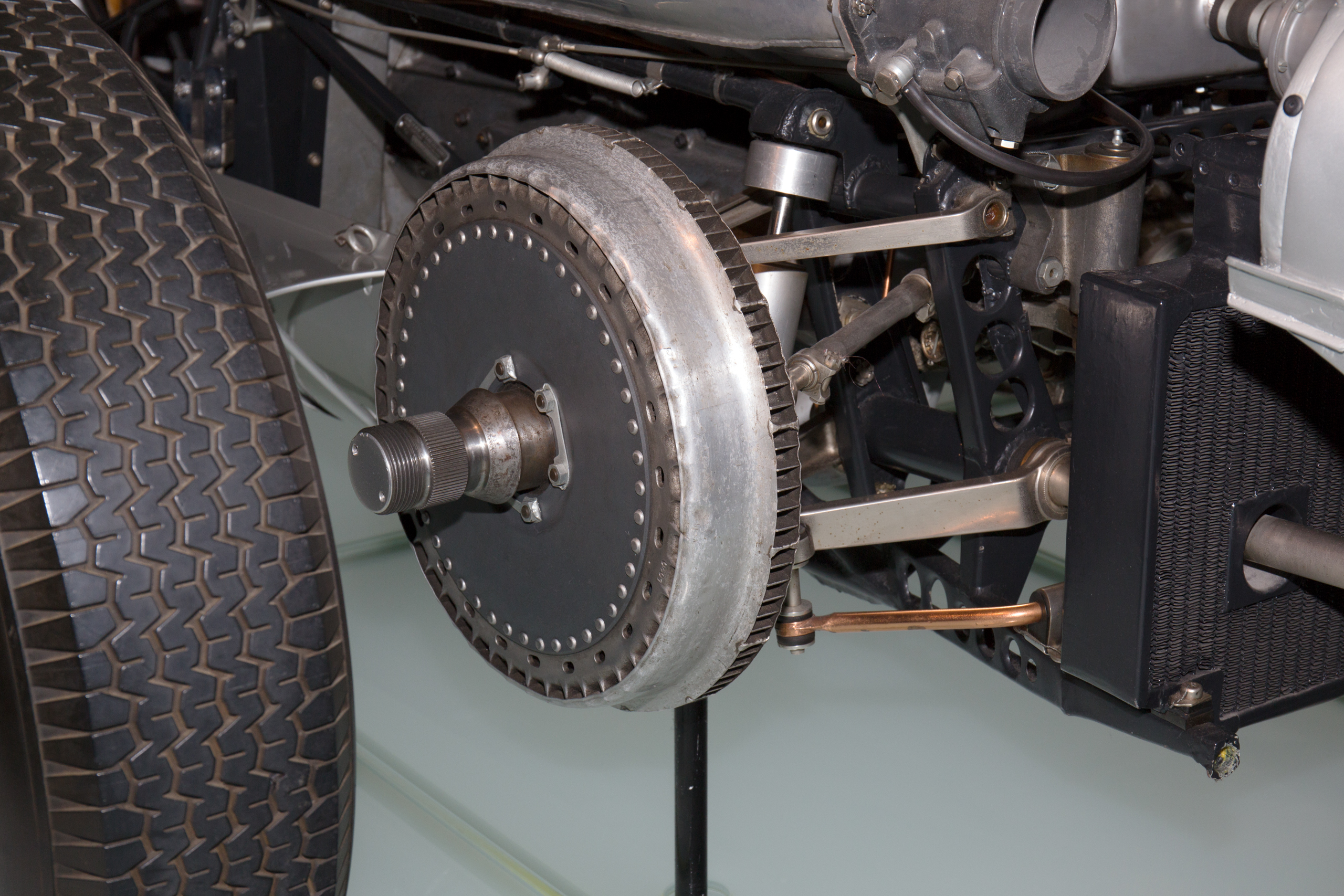
1954年のMercedes-Benz W196Rのラッジホイットワースタイプのハブシャフトのフロントハブ

1900年代初頭にラッジ・ホイットワースによってこのタイプが導入されて以来、センターロックハブシステムは「ノックオフ」（「ノックオン」とも呼ばれる）タイプだった。これらは、ハブのシャフト、外部ねじ山、真っ直ぐな外部スプラインセクション、およびハブベースのテーパーインターフェースで構成され、ホイールセンターには、ハブ上でそれらを位置合わせして中央に配置するための内部スプラインと一致するテーパーがあり、ホイールは、「ノックオフ」または「スピナー」と呼ばれる翼のあるねじ付きナットによってハブに固定されており、これは車両の左側に右側のネジ山があり、車両の右側に左側のネジ山（時計回りに回転して取り外す）があるため、自動車が前進しているときにねじ込み式スピナーが締めらる方向になる。このナットは、翼をハンマーで叩いて締めたり緩めたりするので、「ノックオフ」と呼ばれている。このために、通常、銅や鉛などの柔らかい金属で作られたハンマーが使用された。適切な取り付け力の解釈はさまざまだが、トルクの掛けすぎはハブとホイールのテーパーを歪め、スプラインの損傷、メカニズムの過度の遊び、ホイールの取り外し、取り付けの困難につながるため、注意が必要である。1960年代後半に翼付きスピナーナットを禁止する安全規制が導入され、多くのメーカーが六角ナットで同じメカニズムに変更した。ノックオフナットの外観は、主にアメリカ車で使用されるスピナーホイールキャップとして流行した。

### 近年の競技車両のセンターロックハブ

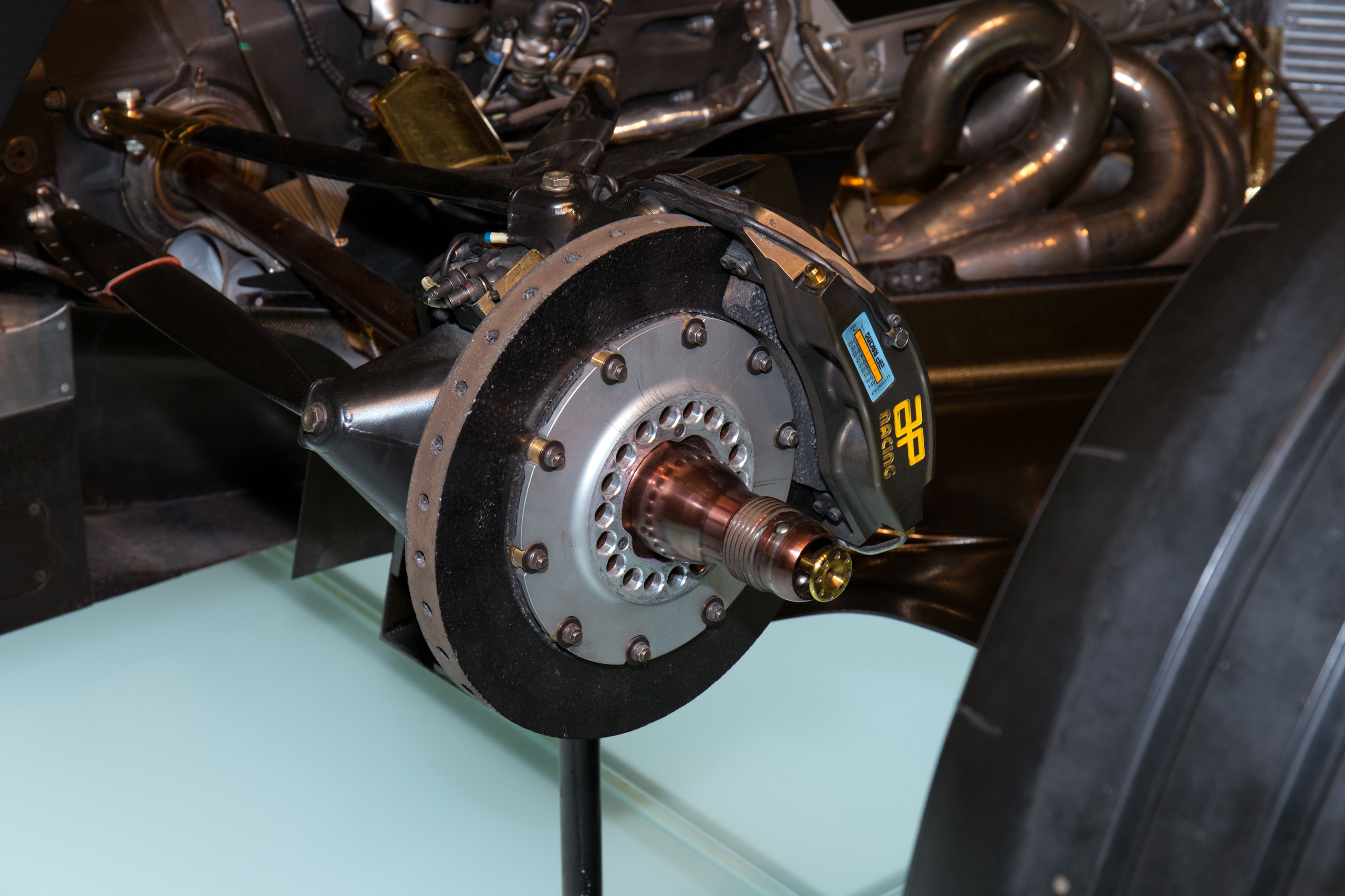
McLaren MP4/14フォーミュラワンカーのモダンなセンターロックハブ

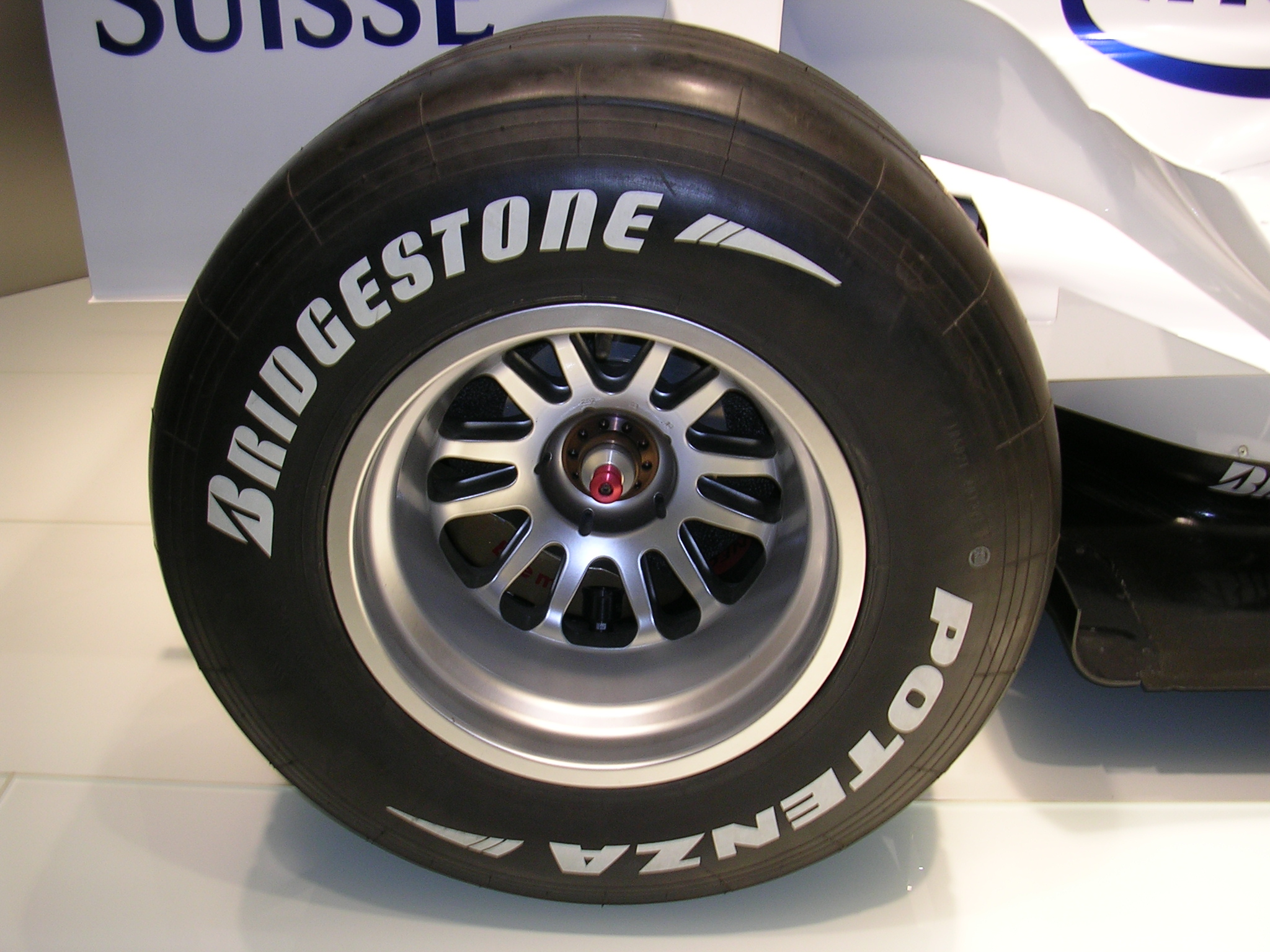
F1のセンターロック式ホイール

最新のセンターロックホイールのほとんどは、1つの大きな六角ナットでハブに固定され、中空のテーパーシャフトは、ホイールをハブの中央に配置される。トルクは、ハブとホイールの境界面にあるピンと対応する穴によって伝達され、保持ナットは固定するのに大きなトルクが必要なため、強力なインパクトレンチ（「ホイールガン」とも呼ばれる）またはハンドルの長いトルクレンチを使用して締める。このタイプのホイールは、NASCAR、フォーミュラ1、ツーリングカーなど、多くのレーシングカーで使用されている。
上記のように競技車両では車両の左右でネジ山の向きが異なるが、トヨタ自動車、日産自動車、BMW、ランボルギーニ、フェラーリ、ポルシェ、アウディの場合は左側が正ネジ（時計回りでナットが締まる）、右側が逆ネジ（反時計回りでナットが締まる）であるのに対し、ホンダとメルセデス・ベンツでは左側が逆ネジ、右側が正ネジとなっている。このように、センターロック機構の設計にはメーカー間で多少のばらつきがあり、特にポルシェはRSスパイダーや911ターボなどのレースカーやロードカーで使用するための独自のセンターロック設計を開発した。
フォーミュラ1カーでは、個々のコンストラクターが独自のセンターロックハブとナットの規格を使用する場合があり、これらには、トルク伝達とピットストップ速度を向上させるために、ナットを締めるために使用されるツールと連動するように設計された、独自の特殊な形状のナットが付いていることがある。ナット自体は、ハブから取り外された後、ホイール内に保持するメカニズムを備えている場合があり、ナットの紛失を防ぎ、ホイールの交換をさらに合理化できる。FIA規則では、メーカーがさまざまな方法で実装しているF1センターロックハブに追加のロックメカニズムを含めることも義務付けている。

## 近年の市販車での使用

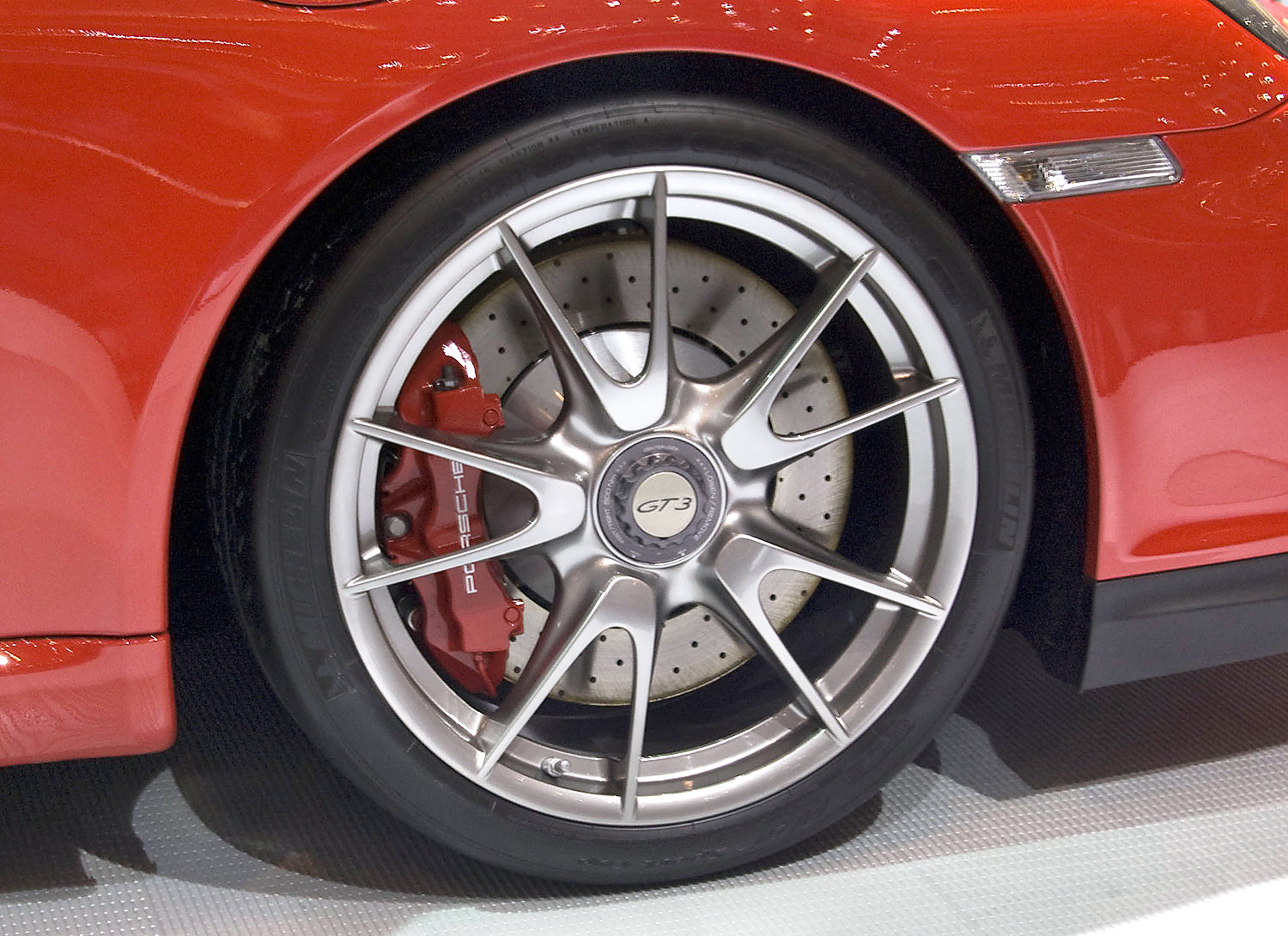
2009年のポルシェ997GT3のセンターロックホイール、ポルシェ固有のファスナー付き

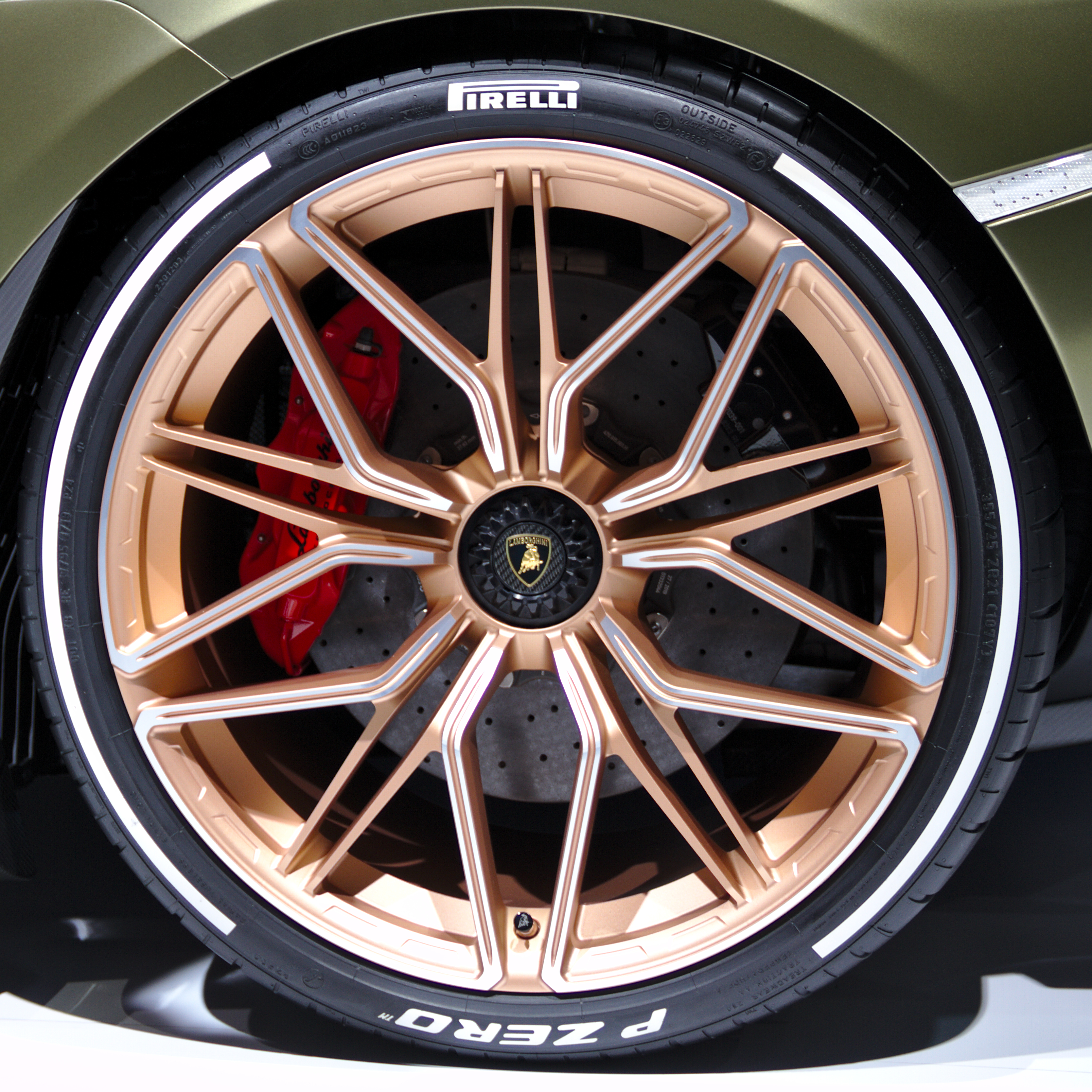
2020年のランボルギーニのセンターロックホイール

最近（2000年代以降位）のスーパーカー、ハイパーカー等の市販車ではホイールの取り付け、外しが一般的なタイヤショップでは対応できない場合が多く、超高級車ばかりなのでインパクトレンチで数秒でタイヤ交換とはいかないが、バネ下重量削減やドレスアップ的な効果は望む事ができる。 
工場出荷時からセンターロックホイールが装備されているロードゴーイングスポーツカーの例。
- ポルシェ・カレラGT
- ポルシェ・918スパイダー
- ポルシェ・997（GT3、GT2、GTS）（オプション）
- ポルシェ・991
- ケーニグセグアゲーラOne of 1 [14]
- ケーニグセグレゲーラ[15]
- ランボルギーニ・アヴェンタドールSV、SVJ（オプション）
- ランボルギーニ・ウラカン[16]（オプション）

### 部品メーカー
いくつかの自動車部品メーカーは、ラグナット固定システムを備えたハブに変換するように設計されたセンターロックアダプターを販売している。これらは、リムの後ろに配置されてハブにボルトで固定された1つの「センターロックアダプター」と、それに続くリムの前に配置されたロックナットと安全キャップで構成されている。1963年から1967年まで、シボレーコルベットは、センターロックハブアダプターとノックオフホイールとともに工場から注文できた。